# 科达伦 (爱达荷州)
科达伦（英語： 英語：/ˌkɔːr_dəˈleɪn/ ⓘ KOR də-LAYN，法语意为“锥子之心”）位於愛達荷州西北部，與華盛頓州的斯波坎和斯波坎谷相連成一個都會區。本市為庫特內縣首府及其第一大城。

## 交通
科达伦有90號州際公路 (I-90) 通過，當地居民可藉由此高速公路來往華盛頓州和蒙大拿州。航空部分則藉由華盛頓州斯波坎国际机场（機場代碼GEG）來往美國各地。

## 教育

### 大學
- 愛達荷大學科达伦分校

### 中學
- Venture High School
- Lakes Middle School

### 小學
- Bryan Elementary School
- Sorensen Elementary School
- Winton Elementary School
- Fernan Elementary School
- Borah Elementary School

## 旅遊
科達蓮市區南邊的科達蓮湖是科達蓮著名景點，湖岸有公園,沙灘和渡假飯店。